# 谢雷什·费伦茨
谢雷什·费伦茨（匈牙利語：Seres Ferenc，1945年11月3日—），匈牙利男子摔跤运动员。他曾代表匈牙利参加1972年、1976年和1980年夏季奥林匹克运动会摔跤比赛，获得一枚铜牌。